# Pollingsried
Pollingsried ist eine Wüstung auf dem Gebiet der Gemeinde Seeshaupt im oberbayerischen Landkreis Weilheim-Schongau.

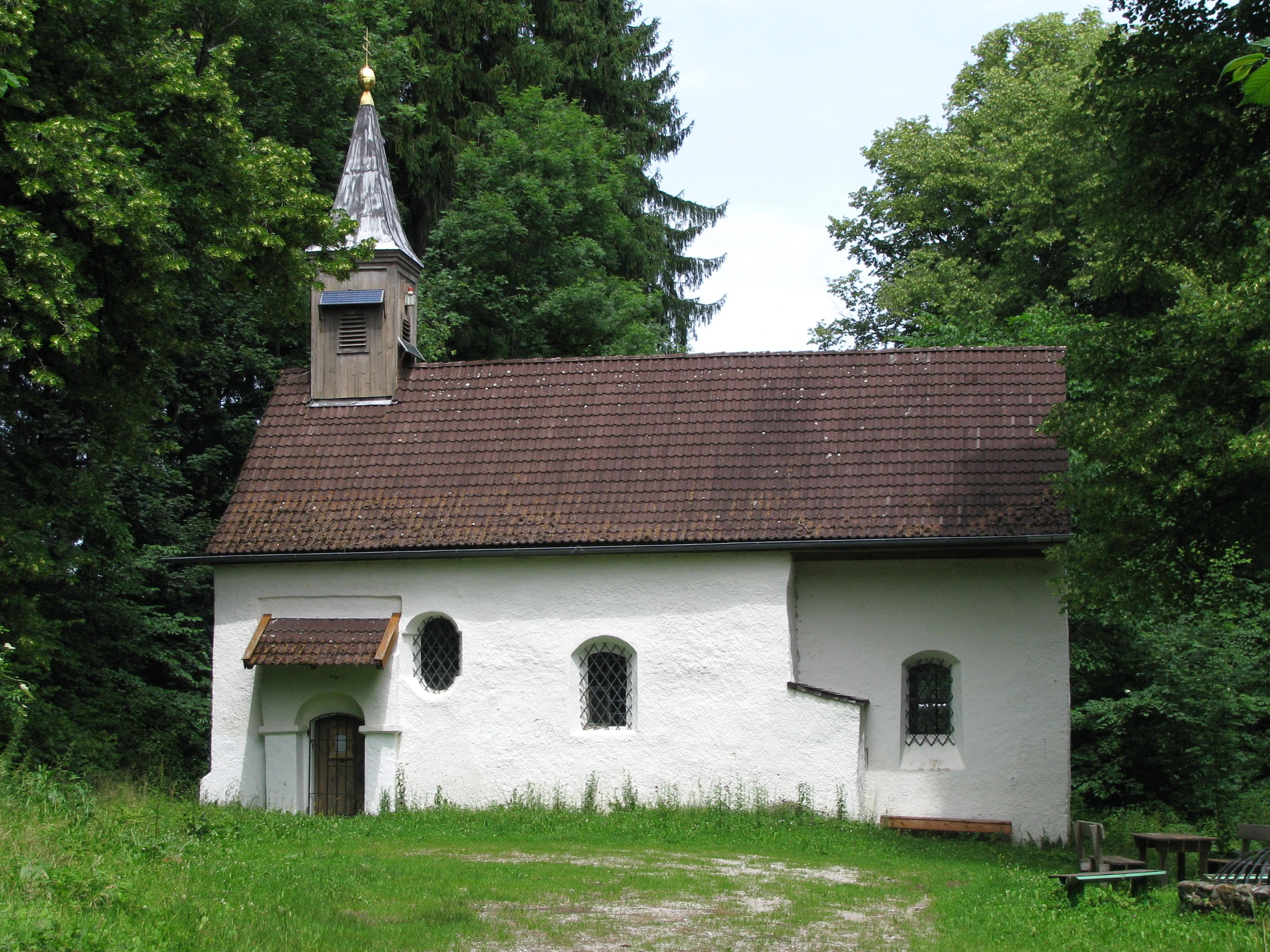
Pollingsrieder Kapelle

## Geschichte
In den Jahren 1138/40 wird das Gut Ried mit Kapelle als zum Kloster Polling gehörend zum ersten Mal im Pollinger Traditionsbuch als früheres Lehen des Hochstifts Brixen erwähnt („Rieth“). Im Laufe der Zeit wurde aus Ried Pollingsried und entwickelte sich zum Weiler. 
Von 1858 bis 1865 wurden die Höfe abgerissen und das Gelände um die Kirche aufgeforstet.
Bis 31. März 1938 gehörte der Ort zur aufgelösten Gemeinde Arnried.

## Kapelle St. Georg und St. Anna
Die Kapelle St. Georg und St. Anna ist die ehemalige Kirche des abgegangenen Weilers. Im Jahr 1655 wurde sie durch einen Brand zerstört und 1660 wieder aufgebaut. Um die angeblich verfluchte Kapelle im Wald ranken sich zahlreiche Geister- und Spukgeschichten. Der Sakralbau ist heute (2024) abgesperrt und per Videoüberwachung alarmgesichert.